# 帯ドラマ劇場
帯ドラマ劇場（おびドラマシアター）は、2017年4月3日から2018年3月30日まで第1期を、2019年4月8日から2020年3月27日まで第2期を、いずれもテレビ朝日の制作により同局系列フルネット24局で放送されていた帯ドラマ放送枠である。毎週月曜 - 金曜12時30分 - 12時50分（JST、以下略）に放送していた。第1期はBS朝日（2K）でも2017年同月4日から2018年4月2日までの毎週月曜 - 金曜7:40 - 8:00に遅れネットしており、第2期はBS朝日（2K）・BS朝日4Kでも2019年4月9日から2020年3月30日までの7:40 - 8:00に遅れネットで放送していた。

## 概要
2017年4月のテレビ朝日の大幅番組改編において、『徹子の部屋』とのセット視聴を意識して同番組後の月曜 - 金曜12時30分 - 12時50分枠に第1期として新設された。
2015年に早河洋・テレビ朝日代表取締役会長兼CEOに対し脚本家の倉本聰が「ゴールデンは若者向けの番組ばかり、シニア層向けのシルバータイムをつくるべきではないか」と働きかけ、1年間の提案に対し半年ならと提案を受け入れて、新たに放送枠が設定されることとなった。「壮大な実験」「挑戦」として位置付けられ、第1期第1作として倉本聰が脚本を手掛けた『やすらぎの郷』が放送されると、本枠としての初回かつ『やすらぎの郷』としての初回（2017年4月3日放送分）の視聴率は8.7%（ビデオリサーチ調べ、関東地区・世帯・リアルタイム。以下略）を記録し、同時間帯の前4週平均から3.0ポイント上昇、日本テレビ『ヒルナンデス!』（月 - 金曜日11:55 - 13:55）、TBSテレビ『ひるおび!・午後』（月 - 金曜日11:55 - 13:55）、フジテレビ『バイキング』（月 - 金曜日11:55 - 13:45）など同時間帯の他局の生放送番組（「報道・情報」もしくはバラエティ）を上回って新設枠として好スタートを切った。なお、『やすらぎの郷』の全129話の（加重）平均視聴率は5.8%であった。
「少なくとも1年間は定着に努力していきたい」として、2017年度中は放送時間を変えることなく、本枠の放送を維持し、第2作・第3作の企画も始動（後述の通り『トットちゃん!』、『越路吹雪物語』（期間はそれぞれ3ヶ月）を放送）。新たな需要の掘り起こしが期待される反面で、情報番組に対し費用対効果面で厳しいとの指摘もあり、テレビ界から注目されていた。
本枠は当初15分枠とする案もあったが、番組途中にCMを挿入することを考慮し、20分枠とすることになった。これにより、本枠はNHK総合『連続テレビ小説』再放送の冒頭5分と重複するが、本枠第1作『やすらぎの郷』のプロデューサー・中込卓也は「そのぶん、やり甲斐はある。」と述べている。一方、鈴木祐司は「テレビ朝日が朝ドラ再放送を潰すべく、あえて朝ドラ再放送の裏番組に本枠を編成している」と分析している。
鈴木は本枠について、「置き方が中途半端であり、（『徹子の部屋』と入れ替え）12時開始にしたらどうか?」との提言を行っていた。
第1期の立ち上げに伴い、『ワイド!スクランブル・第2部』については、従来より20分繰り下げ・短縮の12:50 - 13:45に変更した。
テレビ朝日開局60周年記念となる2019年度には、倉本脚本による『やすらぎの郷』の続編とも言える『やすらぎの刻〜道』の制作を発表し1年間に渡り放送する事を発表した。これにより第1期は2017年度限りとなり、2019年度に第2期を開始することが決まった。2018年度に関しては『帯ドラマ劇場』を休止とし、2018年4月2日から2019年3月29日までの約1年間は『ワイド!スクランブル・第2部』は20分繰り上げ・15分拡大となる、12:30 - 13:40に枠移動・拡大することとなった。2019年4月1日以降の同番組は、『大下容子ワイド!スクランブル・第2部』というMC冠つき番組名に変更（第1部も同様にMC冠つき番組名に変更）のうえ、従前より20分繰り下げ・短縮の12:50 - 13:40となる（MC冠つき番組名変更後第1週に限り、「第2部」の開始時刻を12時30分に繰り上げ、20分前拡大する〈1日に限り、『徹子の部屋』も休止とし、「第2部」の開始時刻を12時 - 12時50分に繰り上げ、50分前拡大する〉）。
『ワイド!スクランブル・第2部』の生予告もしくは冒頭では、本枠を観た出演者が感想を述べること（「昼ドラ受け」）がある。また、前座番組『徹子の部屋』に本枠作品の出演者も多くゲスト出演するようになり、そちらのエンディングでドラマの宣伝を行うことがある。
シリーズ終了
- 2020年1月30日付『東スポWeb』において、同年3月の『やすらぎの刻〜道』終了を以って本枠が終了すると報道された[15]。これはテレビ朝日が2020年春改編での月曜 - 金曜昼帯の強化の一環であり、『大下容子ワイド!スクランブル・第2部』が12:00 - 13:00、『徹子の部屋』が13:00 - 13:30にそれぞれ据える編成に切り替わると報じられた。
- 3月2日に正式に本作終了と同時に本枠終了が発表され、民放の帯ドラマは再び全て姿を消すことになった[16]。

## 歴代作品一覧
- 以下の放送日程は制作局テレビ朝日におけるものを示す。

第1期
|   | 題            | 期間                    | 脚本（原案）       | 主演              | 主題歌                       |
| - | ------------- | ----------------------- | ------------------ | ----------------- | ---------------------------- |
| 1 | やすらぎの郷  | 2017.04.03 - 2017.09.29 | 倉本聰             | 石坂浩二          | 中島みゆき「慕情」           |
| 2 | トットちゃん! | 2017.10.02 - 2017.12.22 | 大石静（黒柳徹子） | 清野菜名 松下奈緒 | 福山雅治「トモエ学園」       |
| 3 | 越路吹雪物語  | 2018.01.08 - 2018.03.30 | 龍居由佳里         | 瀧本美織→大地真央 | 大地真央・瀧本美織<週替わり> |

第2期
|   | 題               | 期間                    | 脚本（原作） | 主演                         | 主題歌                                                         |
| - | ---------------- | ----------------------- | ------------ | ---------------------------- | -------------------------------------------------------------- |
| 1 | やすらぎの刻〜道 | 2019.04.08 - 2020.03.27 | 倉本聰       | 清野菜名→風吹ジュン 石坂浩二 | 中島みゆき「慕情」「進化樹」「離郷の歌」「終り初物」「観音橋」 |

## 放送局・配信元
テレビ放送
| 放送対象地域   | 放送局                   | 系列           | 放送期間                     | 放送期間                     | 放送日時                               | 備考       |
| 放送対象地域   | 放送局                   | 系列           | 第1期                        | 第2期                        | 放送日時                               | 備考       |
| -------------- | ------------------------ | -------------- | ---------------------------- | ---------------------------- | -------------------------------------- | ---------- |
| 関東広域圏     | テレビ朝日（EX）         | テレビ朝日系列 | 2017年4月3日 - 2018年3月30日 | 2019年4月8日 - 2020年3月27日 | （第1・2期）月 - 金曜日 12:30 - 12:50  | 制作局     |
| 北海道         | 北海道テレビ（HTB）      | テレビ朝日系列 | 2017年4月3日 - 2018年3月30日 | 2019年4月8日 - 2020年3月27日 | （第1・2期）月 - 金曜日 12:30 - 12:50  | 同時ネット |
| 青森県         | 青森朝日放送（ABA）      | テレビ朝日系列 | 2017年4月3日 - 2018年3月30日 | 2019年4月8日 - 2020年3月27日 | （第1・2期）月 - 金曜日 12:30 - 12:50  | 同時ネット |
| 岩手県         | 岩手朝日テレビ（IAT）    | テレビ朝日系列 | 2017年4月3日 - 2018年3月30日 | 2019年4月8日 - 2020年3月27日 | （第1・2期）月 - 金曜日 12:30 - 12:50  | 同時ネット |
| 宮城県         | 東日本放送（KHB）        | テレビ朝日系列 | 2017年4月3日 - 2018年3月30日 | 2019年4月8日 - 2020年3月27日 | （第1・2期）月 - 金曜日 12:30 - 12:50  | 同時ネット |
| 秋田県         | 秋田朝日放送（AAB）      | テレビ朝日系列 | 2017年4月3日 - 2018年3月30日 | 2019年4月8日 - 2020年3月27日 | （第1・2期）月 - 金曜日 12:30 - 12:50  | 同時ネット |
| 山形県         | 山形テレビ（YTS）        | テレビ朝日系列 | 2017年4月3日 - 2018年3月30日 | 2019年4月8日 - 2020年3月27日 | （第1・2期）月 - 金曜日 12:30 - 12:50  | 同時ネット |
| 福島県         | 福島放送（KFB）          | テレビ朝日系列 | 2017年4月3日 - 2018年3月30日 | 2019年4月8日 - 2020年3月27日 | （第1・2期）月 - 金曜日 12:30 - 12:50  | 同時ネット |
| 新潟県         | 新潟テレビ21（UX）       | テレビ朝日系列 | 2017年4月3日 - 2018年3月30日 | 2019年4月8日 - 2020年3月27日 | （第1・2期）月 - 金曜日 12:30 - 12:50  | 同時ネット |
| 長野県         | 長野朝日放送（abn）      | テレビ朝日系列 | 2017年4月3日 - 2018年3月30日 | 2019年4月8日 - 2020年3月27日 | （第1・2期）月 - 金曜日 12:30 - 12:50  | 同時ネット |
| 静岡県         | 静岡朝日テレビ（SATV）   | テレビ朝日系列 | 2017年4月3日 - 2018年3月30日 | 2019年4月8日 - 2020年3月27日 | （第1・2期）月 - 金曜日 12:30 - 12:50  | 同時ネット |
| 石川県         | 北陸朝日放送（HAB）      | テレビ朝日系列 | 2017年4月3日 - 2018年3月30日 | 2019年4月8日 - 2020年3月27日 | （第1・2期）月 - 金曜日 12:30 - 12:50  | 同時ネット |
| 中京広域圏     | メ〜テレ（NBN）          | テレビ朝日系列 | 2017年4月3日 - 2018年3月30日 | 2019年4月8日 - 2020年3月27日 | （第1・2期）月 - 金曜日 12:30 - 12:50  | 同時ネット |
| 近畿広域圏     | 朝日放送テレビ（ABC TV） | テレビ朝日系列 | 2017年4月3日 - 2018年3月30日 | 2019年4月8日 - 2020年3月27日 | （第1・2期）月 - 金曜日 12:30 - 12:50  | 同時ネット |
| 広島県         | 広島ホームテレビ（HOME） | テレビ朝日系列 | 2017年4月3日 - 2018年3月30日 | 2019年4月8日 - 2020年3月27日 | （第1・2期）月 - 金曜日 12:30 - 12:50  | 同時ネット |
| 山口県         | 山口朝日放送（yab）      | テレビ朝日系列 | 2017年4月3日 - 2018年3月30日 | 2019年4月8日 - 2020年3月27日 | （第1・2期）月 - 金曜日 12:30 - 12:50  | 同時ネット |
| 香川県・岡山県 | 瀬戸内海放送（KSB）      | テレビ朝日系列 | 2017年4月3日 - 2018年3月30日 | 2019年4月8日 - 2020年3月27日 | （第1・2期）月 - 金曜日 12:30 - 12:50  | 同時ネット |
| 愛媛県         | 愛媛朝日テレビ（eat）    | テレビ朝日系列 | 2017年4月3日 - 2018年3月30日 | 2019年4月8日 - 2020年3月27日 | （第1・2期）月 - 金曜日 12:30 - 12:50  | 同時ネット |
| 福岡県         | 九州朝日放送（KBC）      | テレビ朝日系列 | 2017年4月3日 - 2018年3月30日 | 2019年4月8日 - 2020年3月27日 | （第1・2期）月 - 金曜日 12:30 - 12:50  | 同時ネット |
| 長崎県         | 長崎文化放送（ncc）      | テレビ朝日系列 | 2017年4月3日 - 2018年3月30日 | 2019年4月8日 - 2020年3月27日 | （第1・2期）月 - 金曜日 12:30 - 12:50  | 同時ネット |
| 熊本県         | 熊本朝日放送（KAB）      | テレビ朝日系列 | 2017年4月3日 - 2018年3月30日 | 2019年4月8日 - 2020年3月27日 | （第1・2期）月 - 金曜日 12:30 - 12:50  | 同時ネット |
| 大分県         | 大分朝日放送（OAB）      | テレビ朝日系列 | 2017年4月3日 - 2018年3月30日 | 2019年4月8日 - 2020年3月27日 | （第1・2期）月 - 金曜日 12:30 - 12:50  | 同時ネット |
| 鹿児島県       | 鹿児島放送（KKB）        | テレビ朝日系列 | 2017年4月3日 - 2018年3月30日 | 2019年4月8日 - 2020年3月27日 | （第1・2期）月 - 金曜日 12:30 - 12:50  | 同時ネット |
| 沖縄県         | 琉球朝日放送（QAB）      | テレビ朝日系列 | 2017年4月3日 - 2018年3月30日 | 2019年4月8日 - 2020年3月27日 | （第1・2期）月 - 金曜日 12:30 - 12:50  | 同時ネット |
| 日本全国       | BS朝日（2K）             | BSデジタル放送 | 2017年4月4日 - 2018年4月2日  | 2019年4月9日 - 2020年3月30日 | （第1・2期）月 - 金曜日 07:40 - 08:00  | 遅れネット |
| 日本全国       | BS朝日4K                 | BSデジタル放送 | （開局前のためなし）         | 2019年4月9日 - 2020年3月30日 | （第2期のみ）月 - 金曜日 07:40 - 08:00 | 遅れネット |

（注1）地上波において、特定回に限り、地元の高校野球県大会決勝中継のため、臨時遅れネットとする局があった。
（注2）朝日放送テレビにおいて、特定回に限り、高校野球全国大会中継準々決勝または準決勝中継のため、臨時遅れネットとした。
（注3）第1期ではBS朝日（2K）において、高校野球全国大会中継（朝日放送制作）期間中は、本編終了後のステブレを短縮し7:59までの放送をすることがあった。
（注4）第1期ではBS朝日（2K）において、高校野球全国大会中継とは別のスポーツ中継のため、臨時に遅れネットの日時を変更することがあった。
- 本枠の作品の一部または全部について、集中放送を行った実績のある系列外遅れネット局（クロスネット局を含む）
  - テレビ山梨（UTY、山梨県・TBS系列）[注 10]。
  - テレビ宮崎（UMK、宮崎県・フジテレビ系列・日本テレビ系列・テレビ朝日系列）[注 11]
  - 宮崎放送（mrt、宮崎県・TBS系列）[注 12]
  - BS朝日4K（BSデジタル放送・全国放送）[注 13]
- 地上波同時ネット局全局でのイレギュラーな放送形態
  - 毎年9月の祝日（敬老の日もしくは秋分の日）には『ミュージックステーションウルトラFES』（12:00 - 16:45・17:00 - 19:00・19:00 - 21:48または22:18、16:45 - 17:00に『ANNニュース』による一時中断あり。）を放送しており、第1期では2017年の『やすらぎの郷』の場合、当日の放送は休止したが、第129話（最終話）は『最終回拡大スペシャル』として25分後拡大（12:30 - 13:15）となった。
  - 第1期では2017年12月25日 - 2018年1月5日は年末年始編成で休止。なお、本ドラマ枠の代替として、後続番組『ワイド!スクランブル・第2部』を、25 - 27日はそれぞれ20分繰り上げ・15分拡大、28・29日はそれぞれ50分繰り上げ・65分拡大（この2日間は『年末SP』として、第1部と第2部を直結。）、4・5日はそれぞれ20分前拡大とした。

ネット配信
※いずれも第1期のもの。
- テレ朝キャッチアップ・TVer - いずれも無料。BS朝日（2K）での遅れネットを終えた回について、BS朝日（2K）での遅れネット当日の8:05 - BS朝日（2K）での遅れネットから1週間後の7:00に限って配信[注 14]（最大で5話分配信される）。
- テレ朝動画 - 有料。本枠の作品ごとに初回から全話を、BS朝日（2K）での遅れネットを終えた回から順次、最終回配信日から60日後まで配信。